# 香港文化博物館

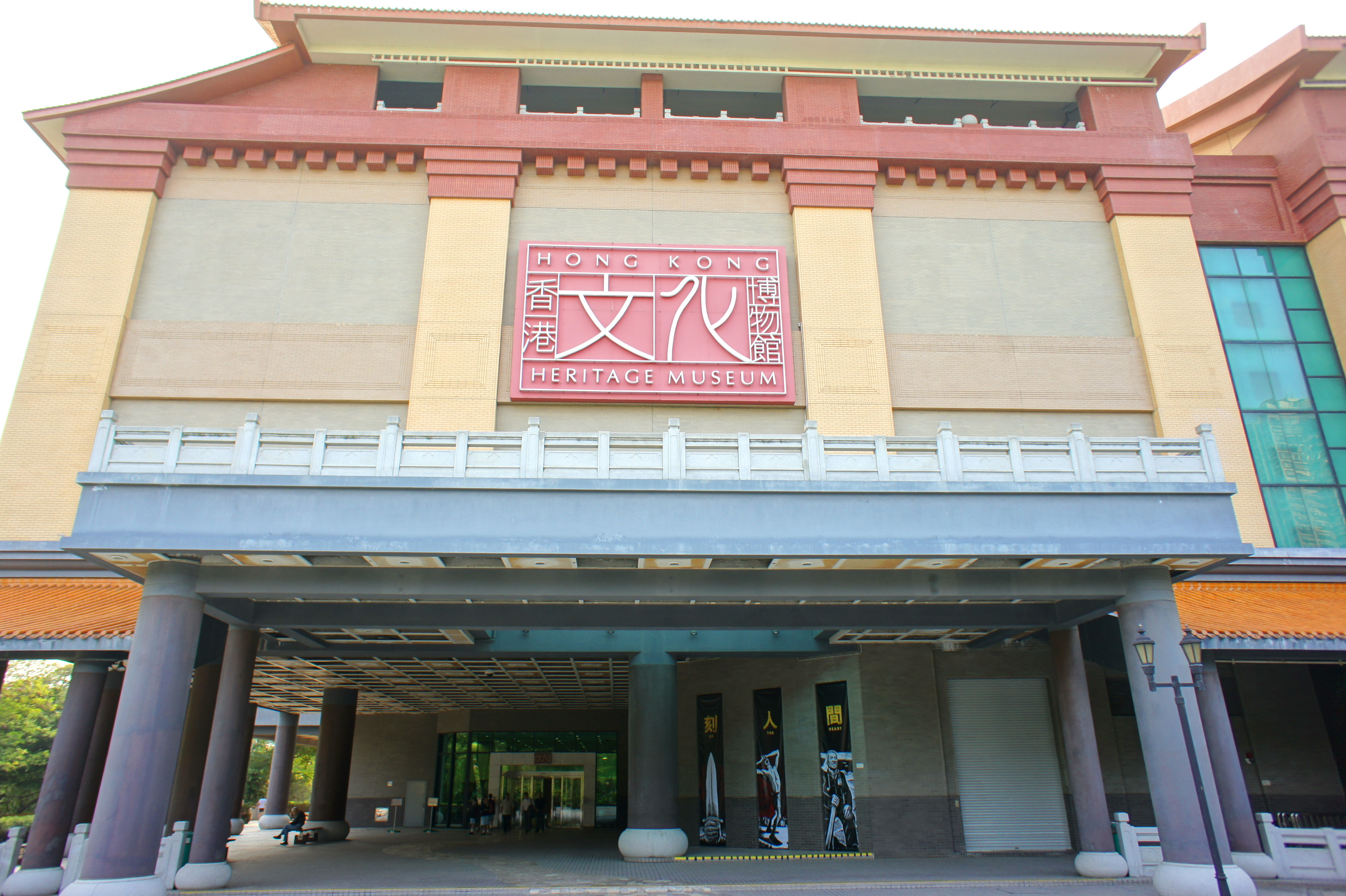
香港文化博物館の側面入口

香港文化博物館（ホンコンぶんかはくぶつかん、英語: Hong Kong Heritage Museum）は香港新界沙田文林路1号に位置し、康楽及文化事務署が管理する、歴史、藝術、文化を対象とした総合博物館である。8億香港ドル超を費やして建設され、2000年12月17日に正式に一般開放された。館内には12ヶ所の展示室が設けられており、その床面積は7,500平米、完成当時は香港最大の博物館であった。2009/10年度の来館者数はのべ479,000人である。2023年、政府は政策方針を発表し、香港文化博物館の移転と香港科学館の文化博物館跡地への移設を計画していた。また、文化博物館の閉館（「殺館」）が検討されたが、反対の声を受けて撤回された。
博物館は、常設展示館や特別展示館における多様な展示やプログラムを通じて、来館者が文化財を鑑賞するだけでなく、体験型の活動に参加し、楽しみながら学べる機会を提供している。 また、季刊の博物館通訊の発行、教育用リソース冊子やワークシートの制作を行うほか、関連する講座、学校向けプログラム、親子・子供向けイベント、劇場プログラム、ガイドツアーなどを開催し、さまざまなコミュニティや学校が博物館活動に参加できるよう促している。
香港鉄路博物館と上窯民俗文物館は香港文化博物館の分館である。

## 歴史
区域市政局は、1991年2月に管轄区域内の博物館サービスの開発を決定し、沙田の大涌橋臨時房屋区（臨時住宅区）に博物館を建設する計画を承認した。 これに伴い、同年8月15日に臨時房屋区は正式に撤去され、住民は広源邨三期へ移転した。1995年2月に博物館の建設工事が正式に承認され、建築署が設計および監督を担当することとなった。3月16日には、当時の区域市政局主席である張人龍が起工式を執り行った。工事は2000年に完了し、同年8月に展示工事が開始された。その後、12月16日に初代行政長官董建華の主催で開館式が行われ、翌日より一般公開された。
現在、香港文化博物館の総館長は林国輝である。歴代総館長は以下の通り：
| 第1代 | 嚴瑞源 |                                      |
| 第2代 | 明基全 |                                      |
| 第3代 | 黃秀蘭 |                                      |
| 第4代 | 盧秀麗 | 現在は發展局・古物古蹟辦事處執行秘書 |
| 第5代 | 林國輝 |                                      |

## 設備

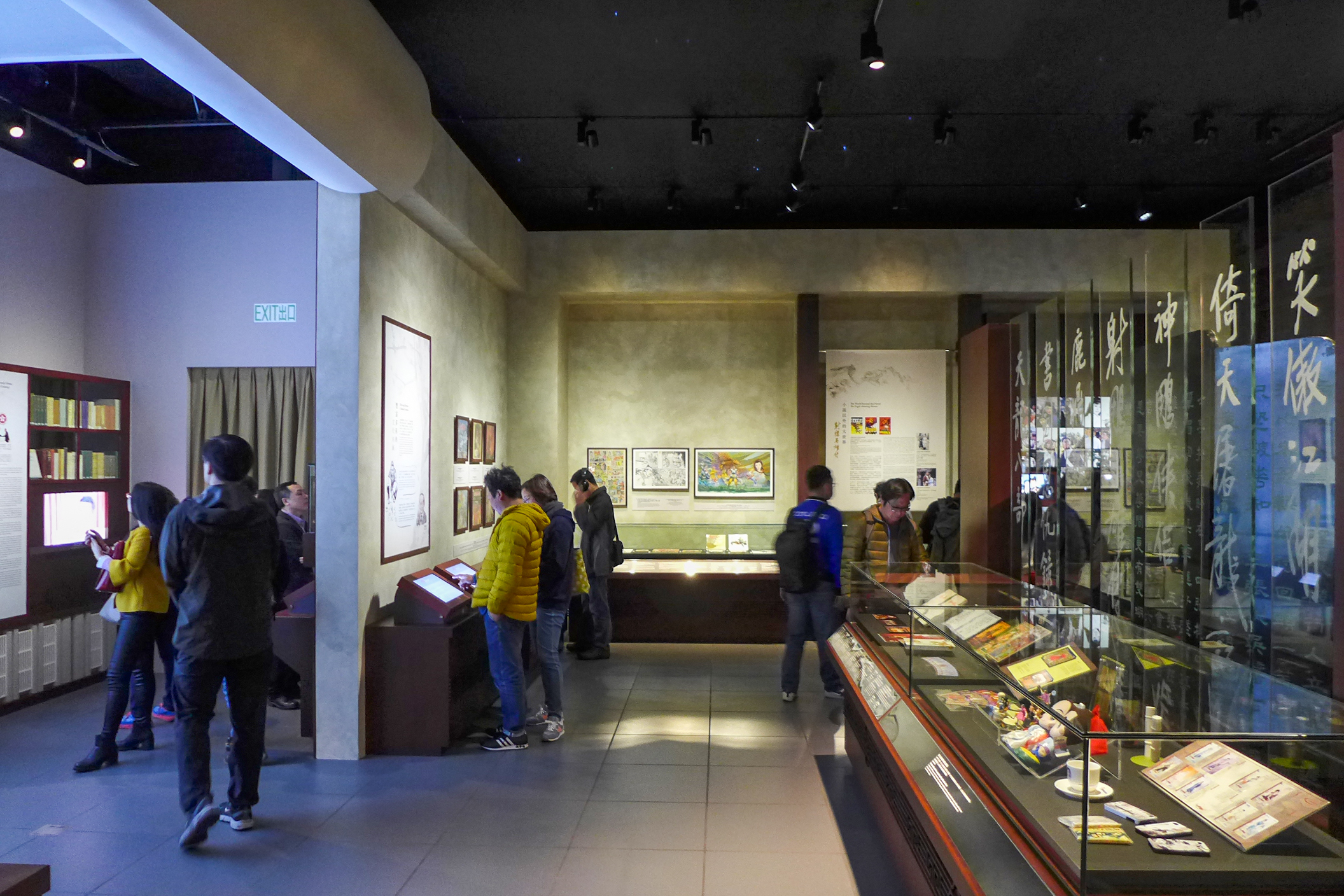
1階にある金庸館

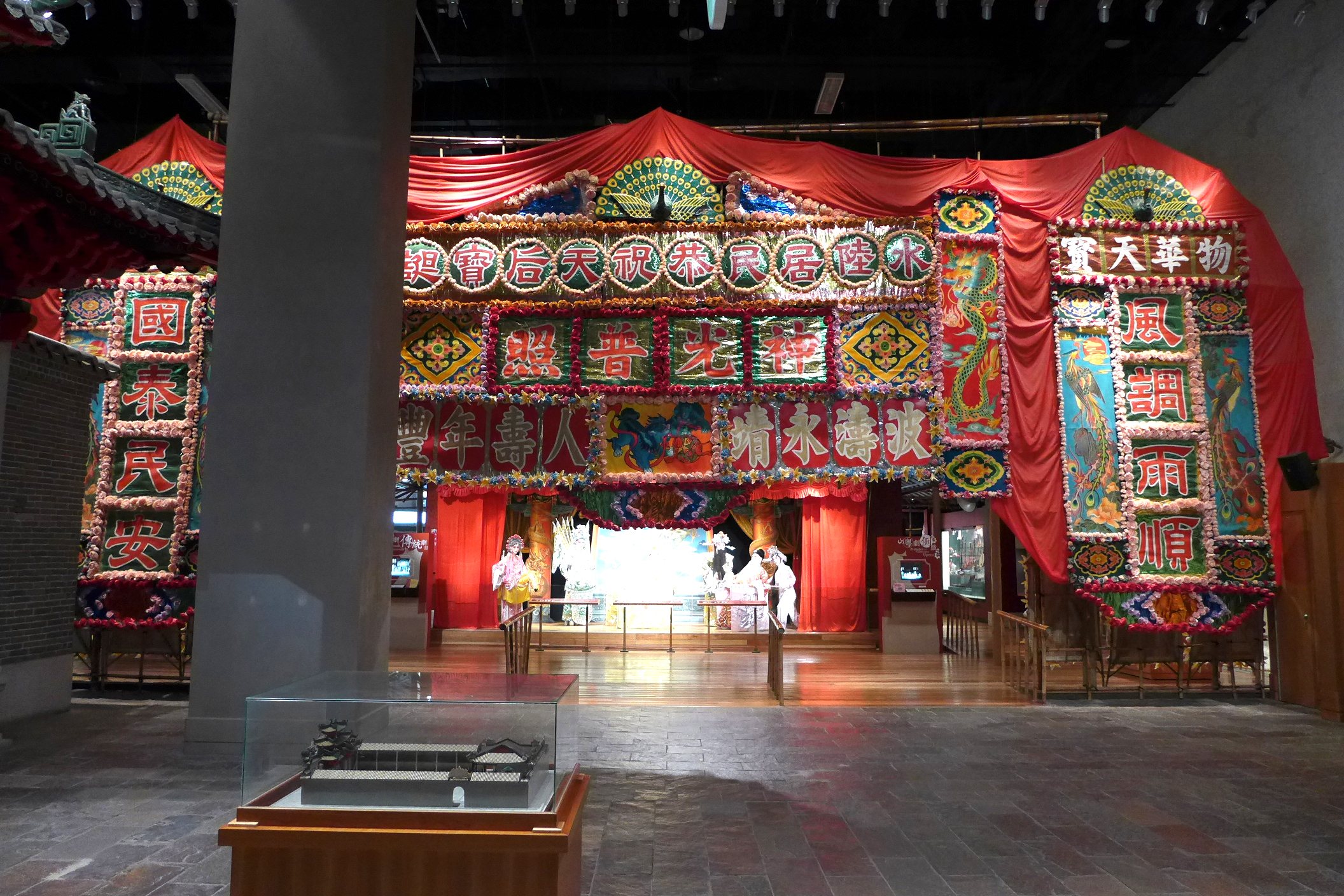
粵劇文物館

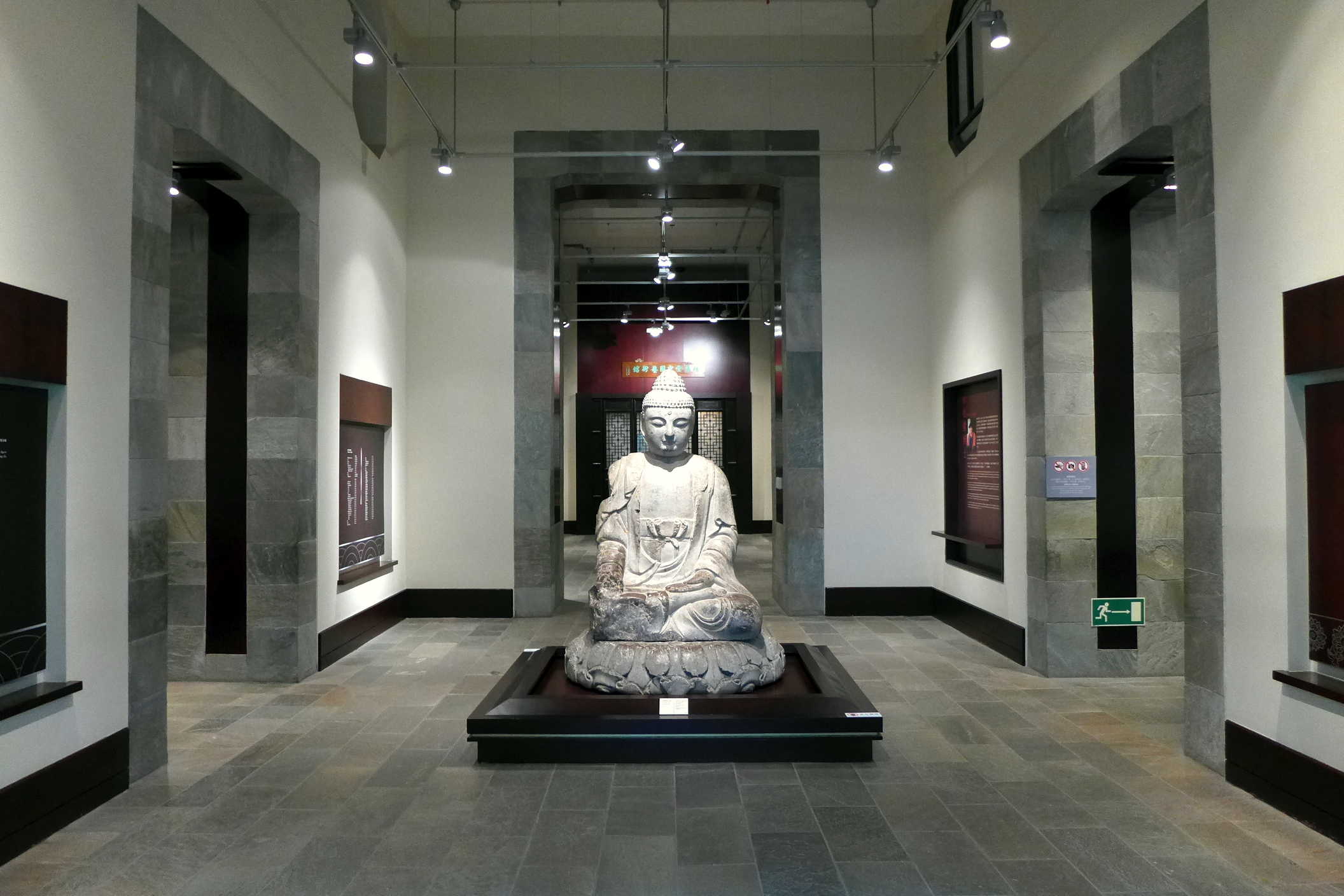
徐展堂中国藝術館

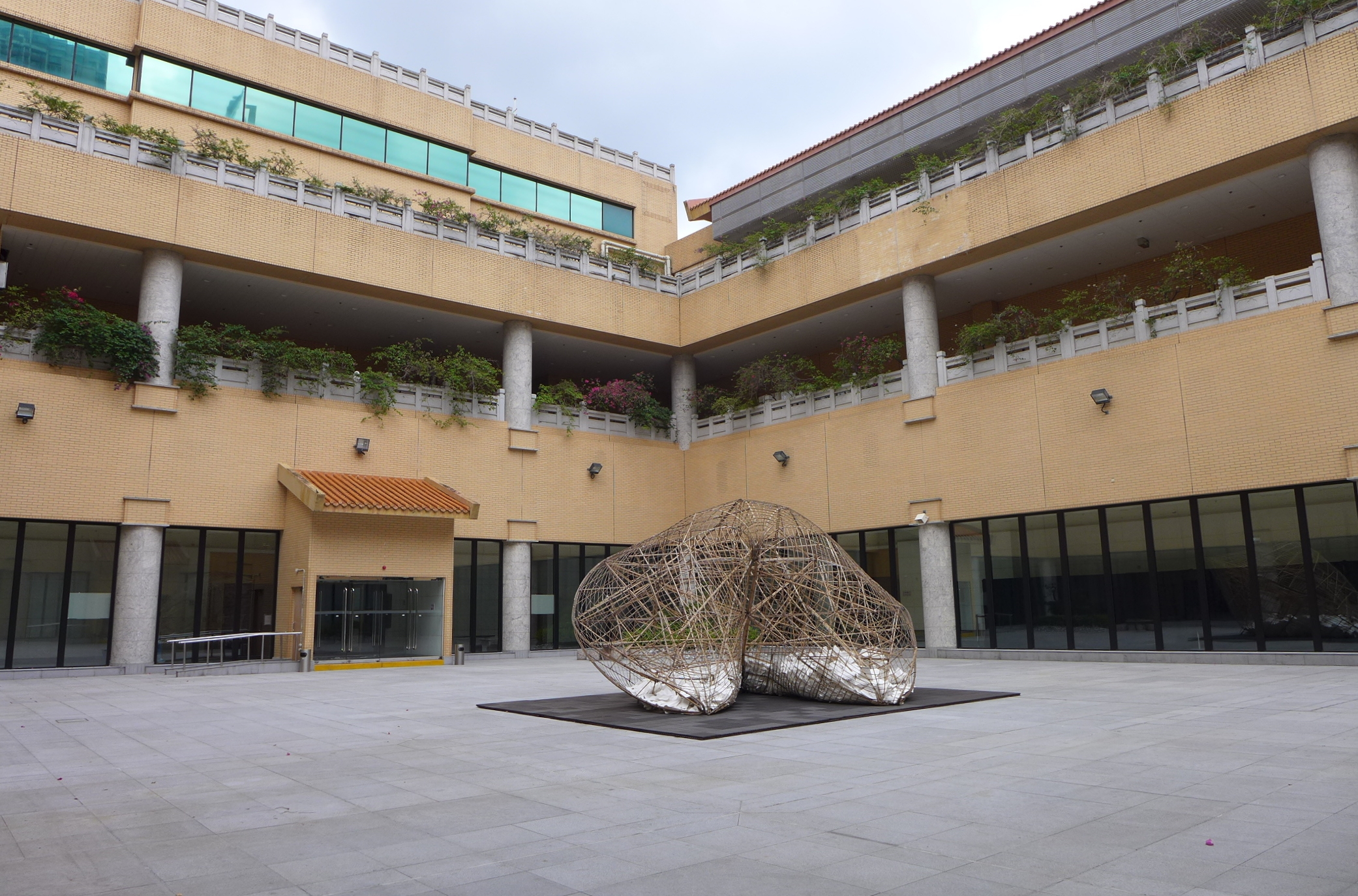
四合院の中庭

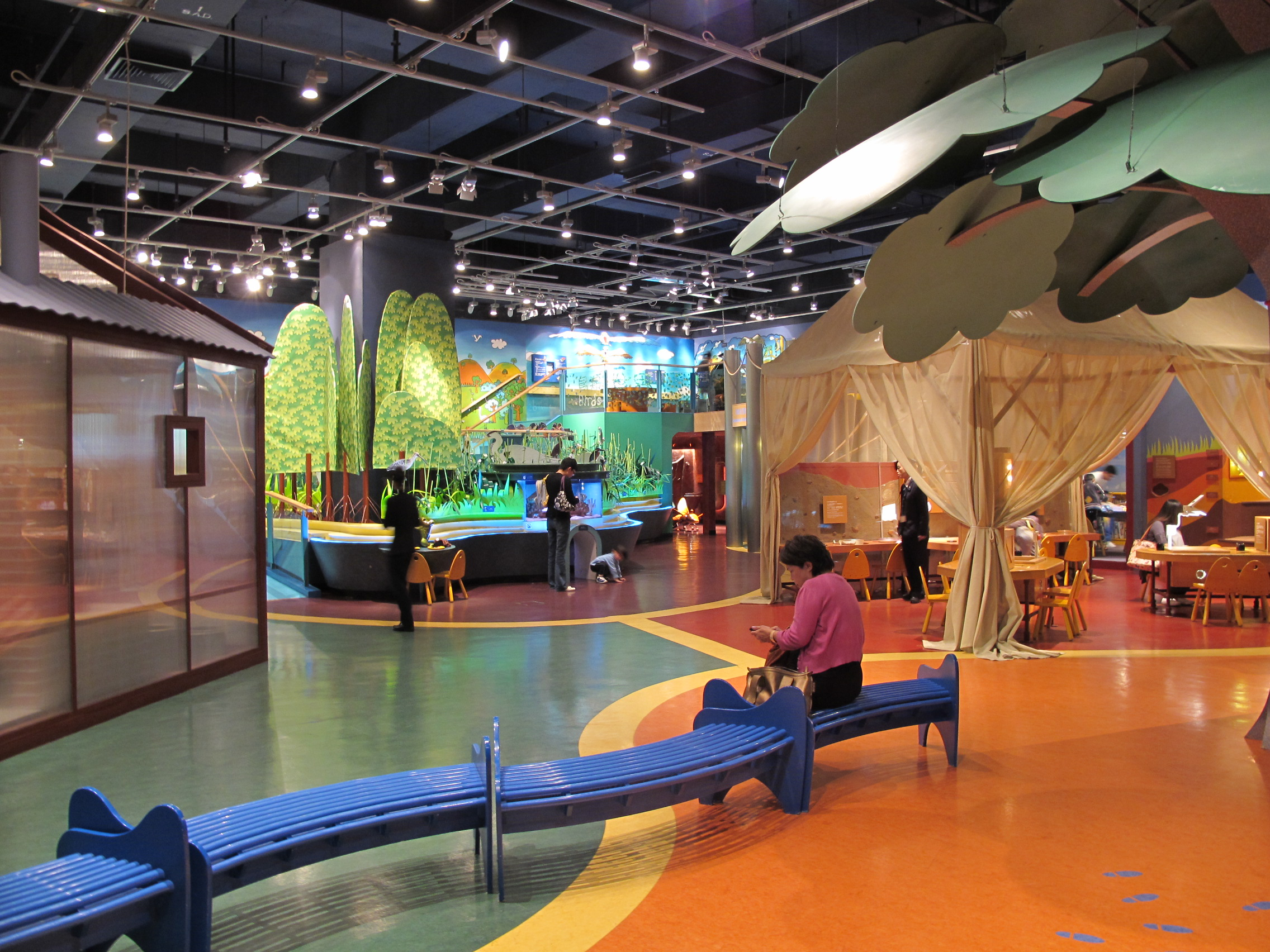
児童探知館

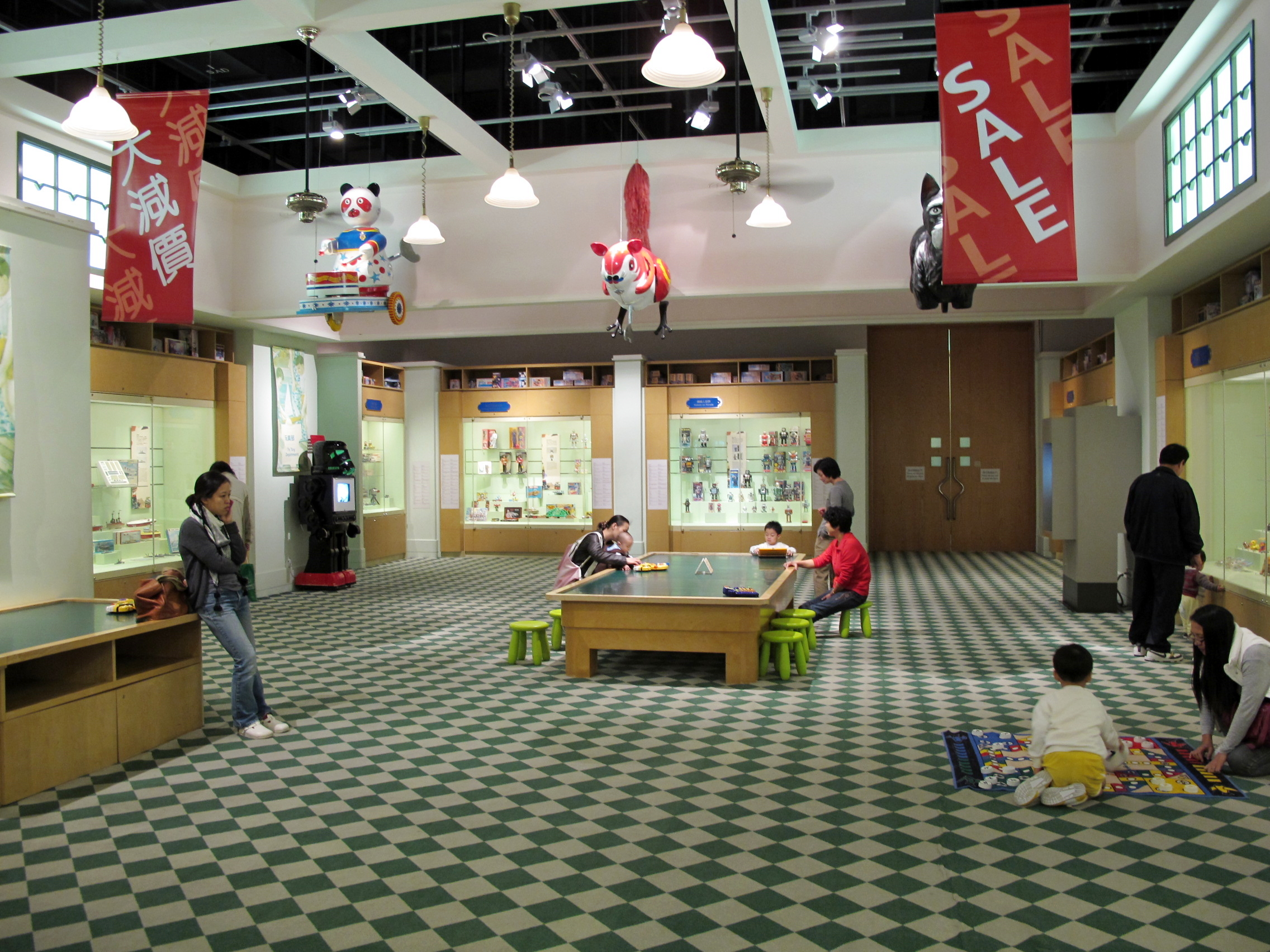
児童探知館内の「香江童玩」展

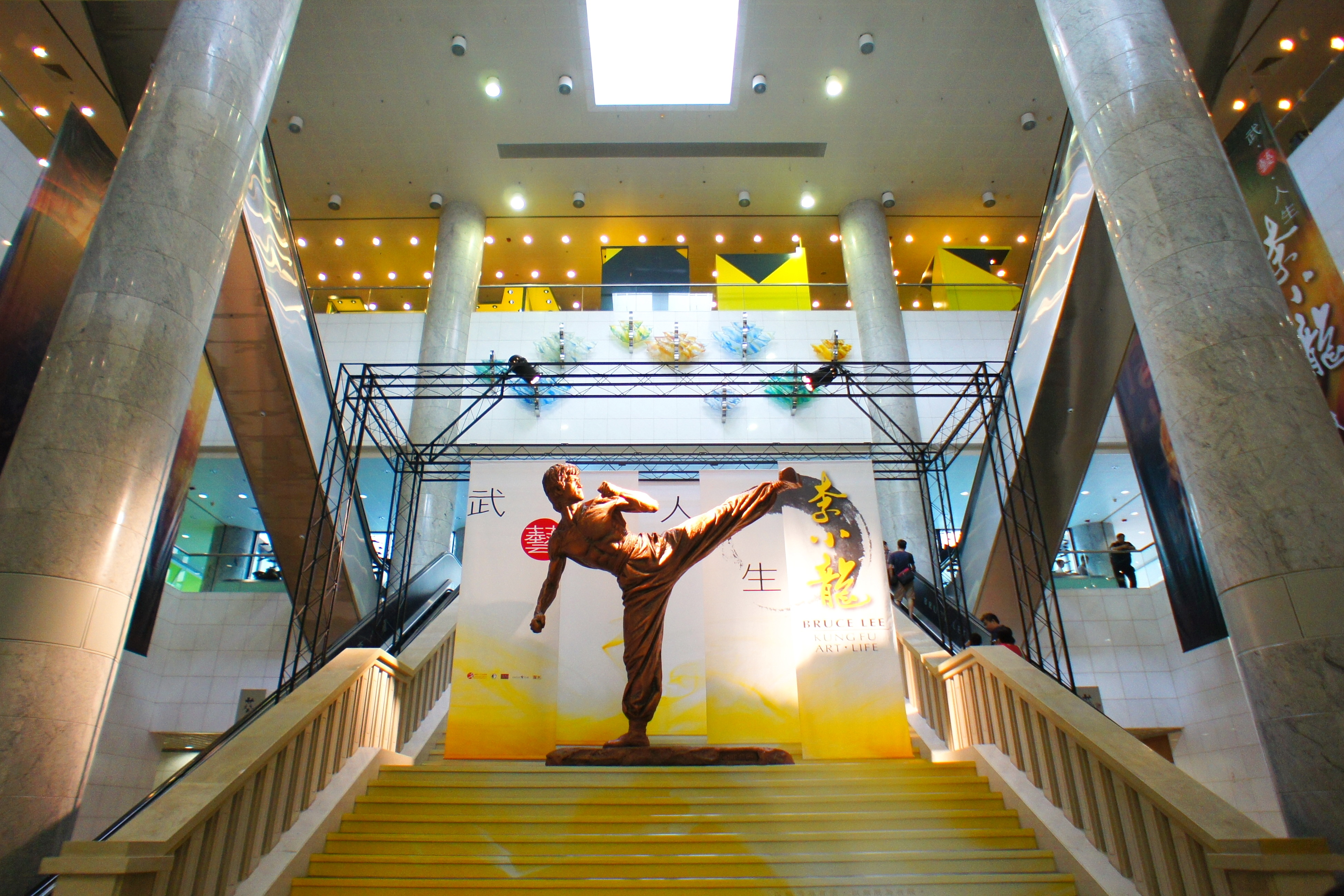
「武‧藝‧人生──李小龍」

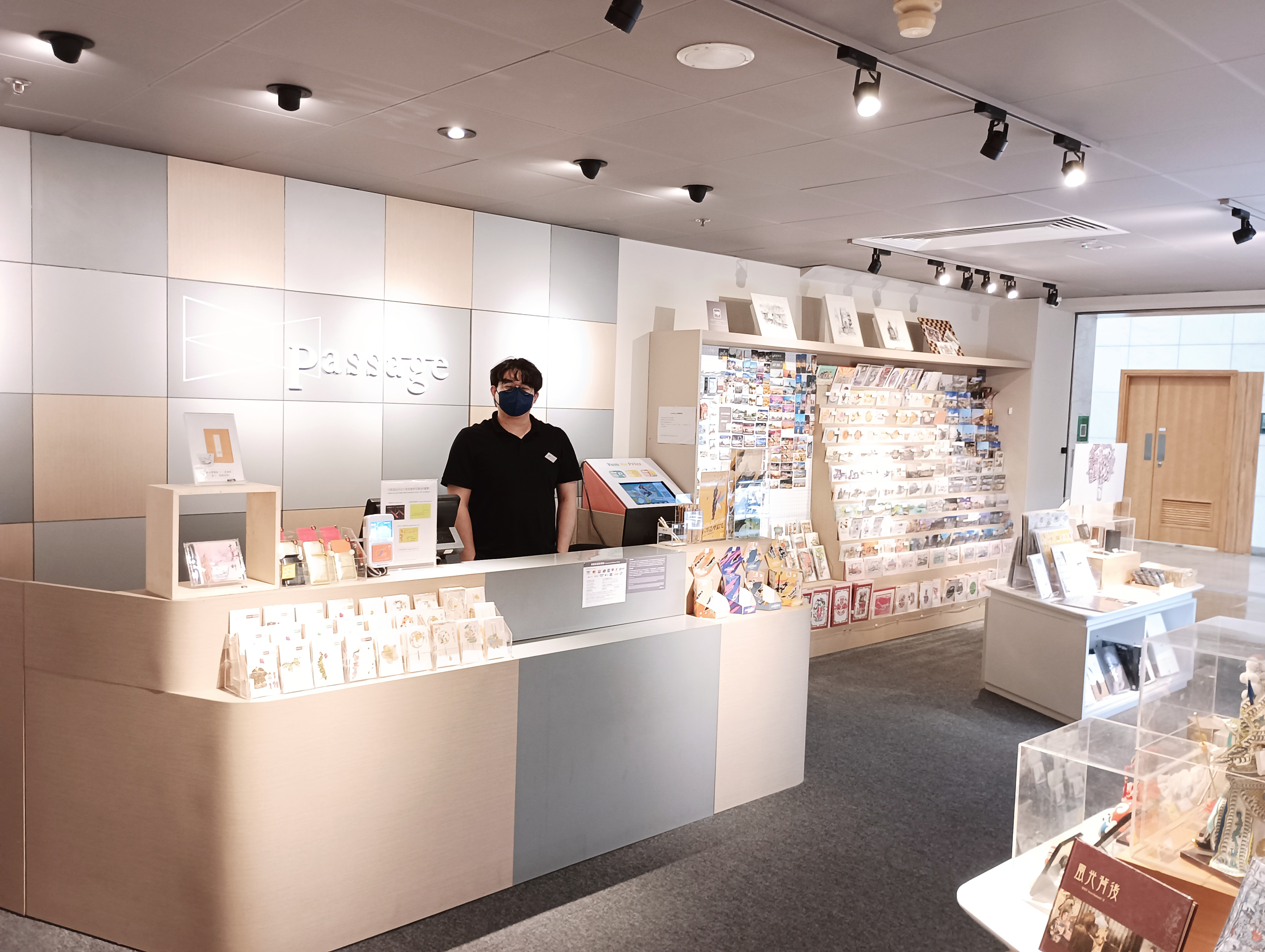
ミュージアムショップ

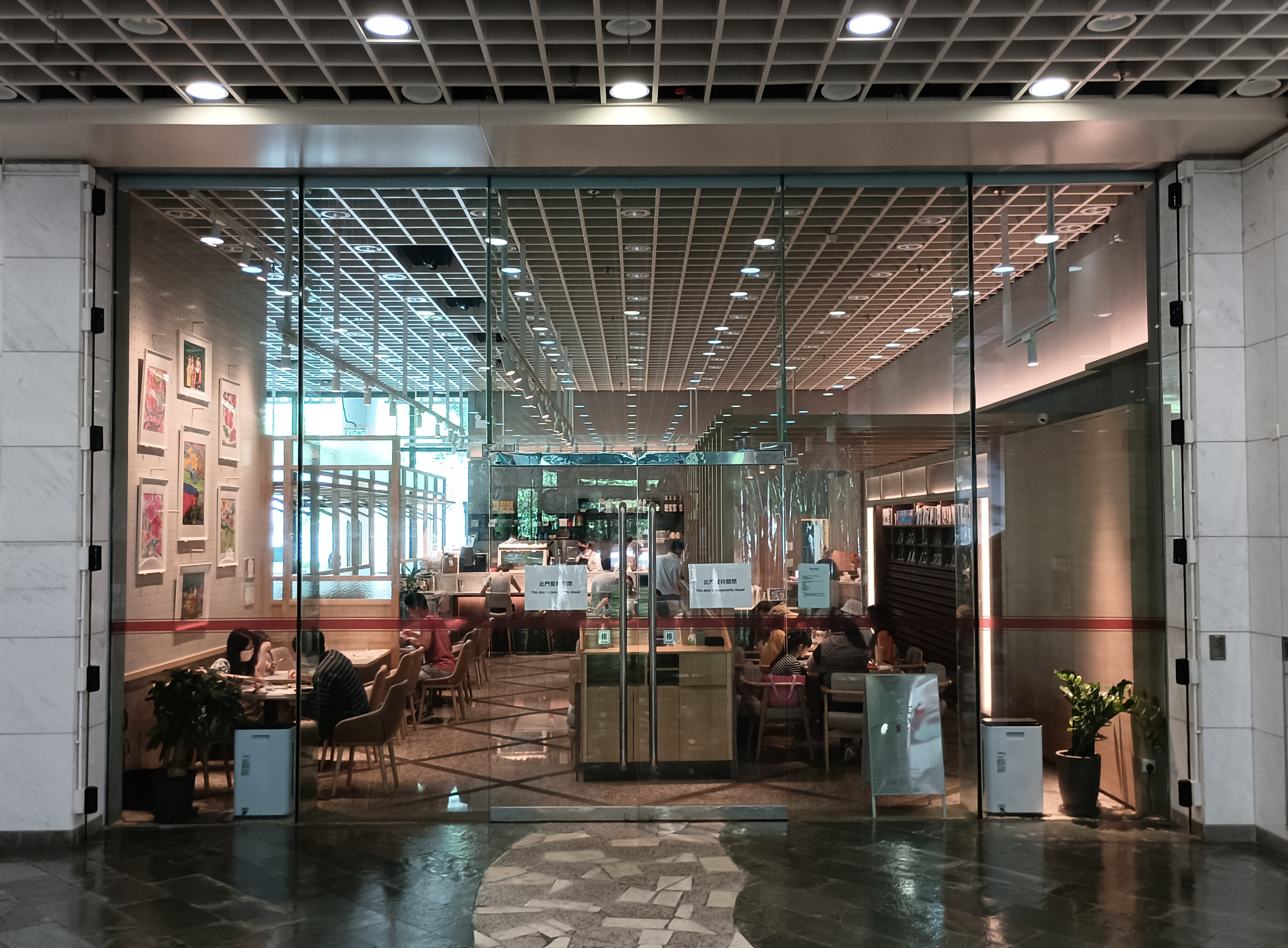
レストラン

文化博物館は開館当時、香港最大規模の博物館であり、中国伝統の四合院式のレイアウトを採用していた。館内には6つの常設展示室と6つの特別展示室が設けられているほか、400人収容可能な劇場、レンタル可能な講演室および教育活動室を備えている。また、ミュージアムショップやレストランも併設されており、来館者が記念品や刊行物を購入したり、休憩したりできるようになっている。さらに、自動車およびバイクの駐車場も完備されている。

### 常設展

#### 1階
- 児童探知館：自然や文化の歴史を紹介する。「香江童玩展」では、香港でかつて流行した玩具を振り返る
- 金庸館：2017年2月28日に開幕し、3月1日より一般公開された。インタラクティブプログラムの展示エリアを含め、約2500平方フィートの敷地にわたり、300点以上の展示品を通じて、査良鏞博士の武侠小説の創作過程とその貢献を紹介する

#### 2階
- 粤劇文物館：香港の粤劇の演劇と発展を紹介する施設であり、博物館には往年の名優が使用した演劇用品や衣装などの粤劇に関する貴重な資料が収蔵されている。2016年には、李香琴氏が自身が使用していた粤劇関連の品々を寄贈し、彼女の名を冠した展示が開設された
- 趙少昂藝術館：趙少昂およびその他現代作家の作品を展示
- 瞧潮香港60+：前身は新界文物館である。2021年7月28日に開放され、1000件を超える展示品を通じて、二次世界大戦後から2000年代初頭に至るまでの香港のポピュラー音楽、映画、テレビ、ラジオなどの発展や、漫画、玩具を紹介する[5]

#### 3階
- 徐展堂中国藝術館：徐氏藝術基金が寄贈した貴重な中国文物や芸術品を展示。展示品には、歴代の陶磁器、陶塑、青銅器、西蔵の珍品など、多様な文化財が含まれている
- 李小龍展覧：2013年7月20日（ブルース・リーの逝去からちょうど40周年）に開幕し、李小龍基金会と共同で企画された。展示の開催期間は13年間に及び、2026年まで続く。会場の総面積は850平方メートルに達する
  - 第一期の展示《武・藝・人生——李小龍》では、映画の衣装、直筆のスケッチやノートなど、ブルース・リーに関する600点以上の貴重な資料が展示されている。館内には特別な展示エリアが設けられ、李小龍が主演した5本の代表的な武術映画の名場面が再現されているほか、彼のトレーニングルームや書斎を模した空間もある。さらに、「コレクターズ・シリーズ」として、さまざまなコレクターから借り受けた貴重な品々が定期的に入れ替え展示されている[6]。
  - 第二期の展示《平凡・不平凡——李小龍》は、ブルース・リーの生誕80周年にあたる2021年11月27日に開幕した。展示には約400点の資料が含まれ、大量のマルチメディア技術が活用されている。来場者は光と影の演出の中で、李小龍の名言「動，如水；靜，如鏡；反應，如回聲（“Moving, be like water; still, be like mirror; respond like an echo.”）」を体感できる。また、『燃えよドラゴン』のセットデザイン原図や、『死亡遊戯』のアクションシーンに関する手書きのノートが初めて公開された。ただし、館側は版権上の理由により、展示室内での写真撮影は禁止されていると発表している[7]。

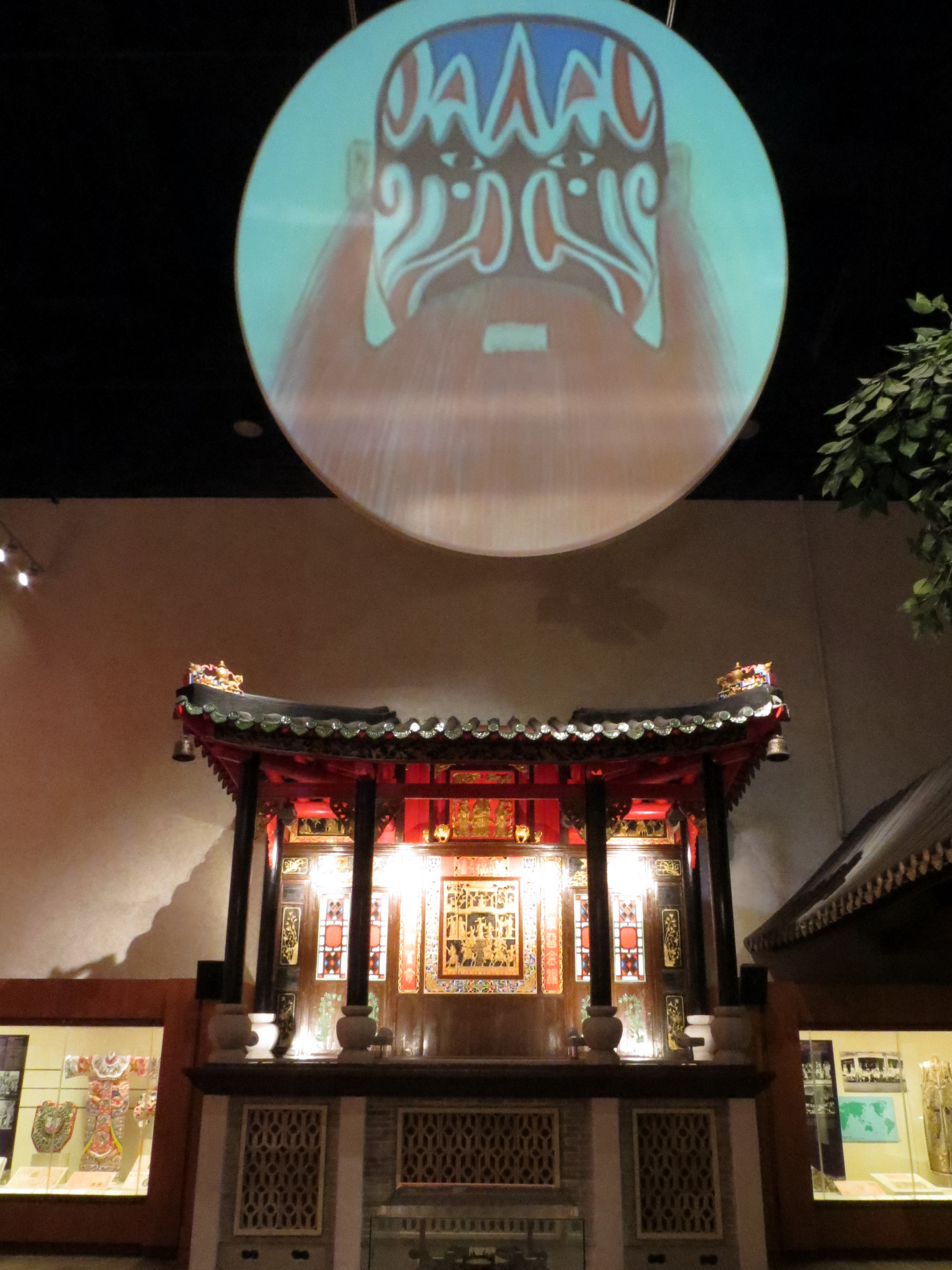
粵劇文物館内の仏山祖廟戲台「萬福台」
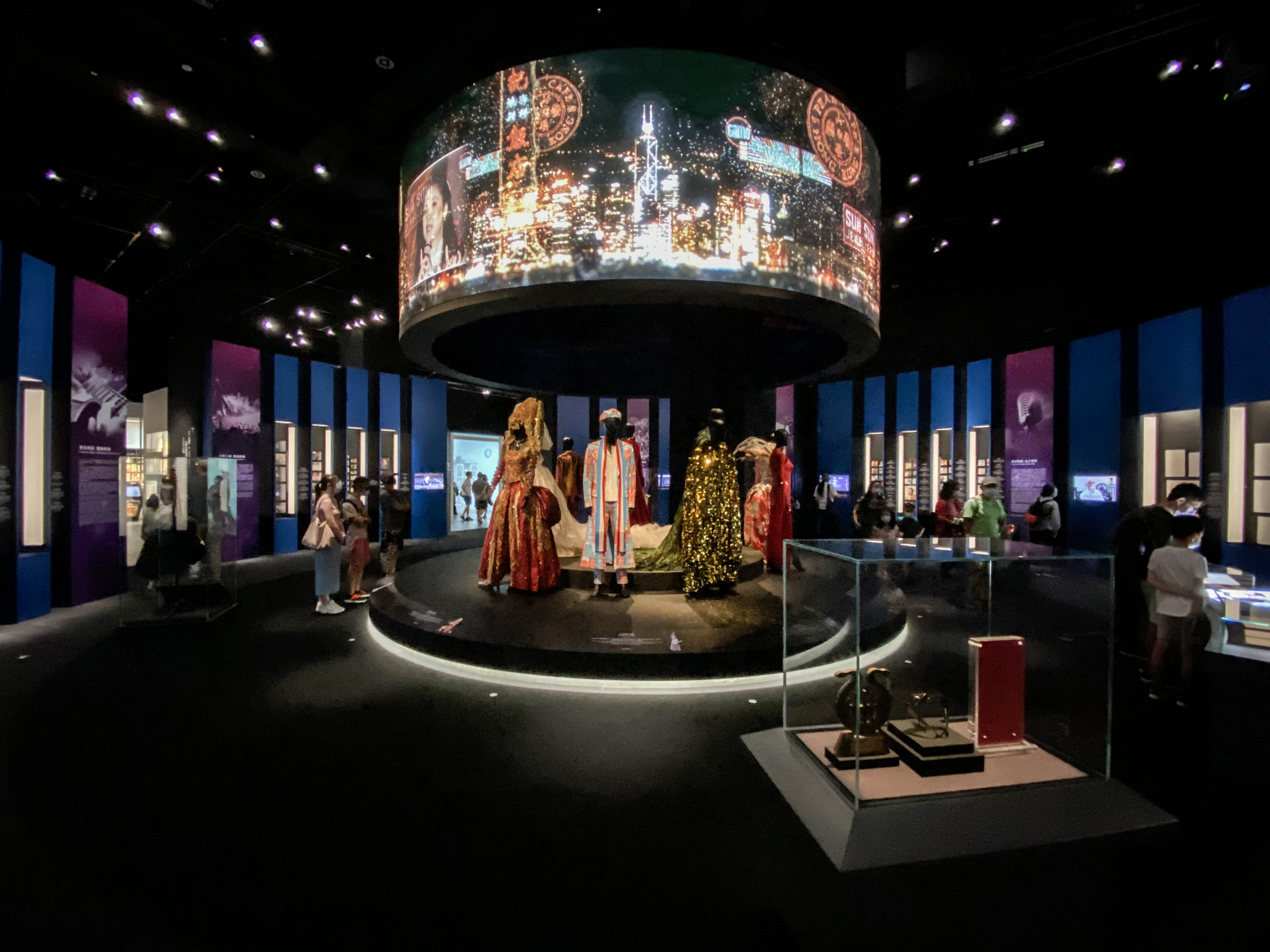
2021年7月28日に開放された瞧潮香港60+
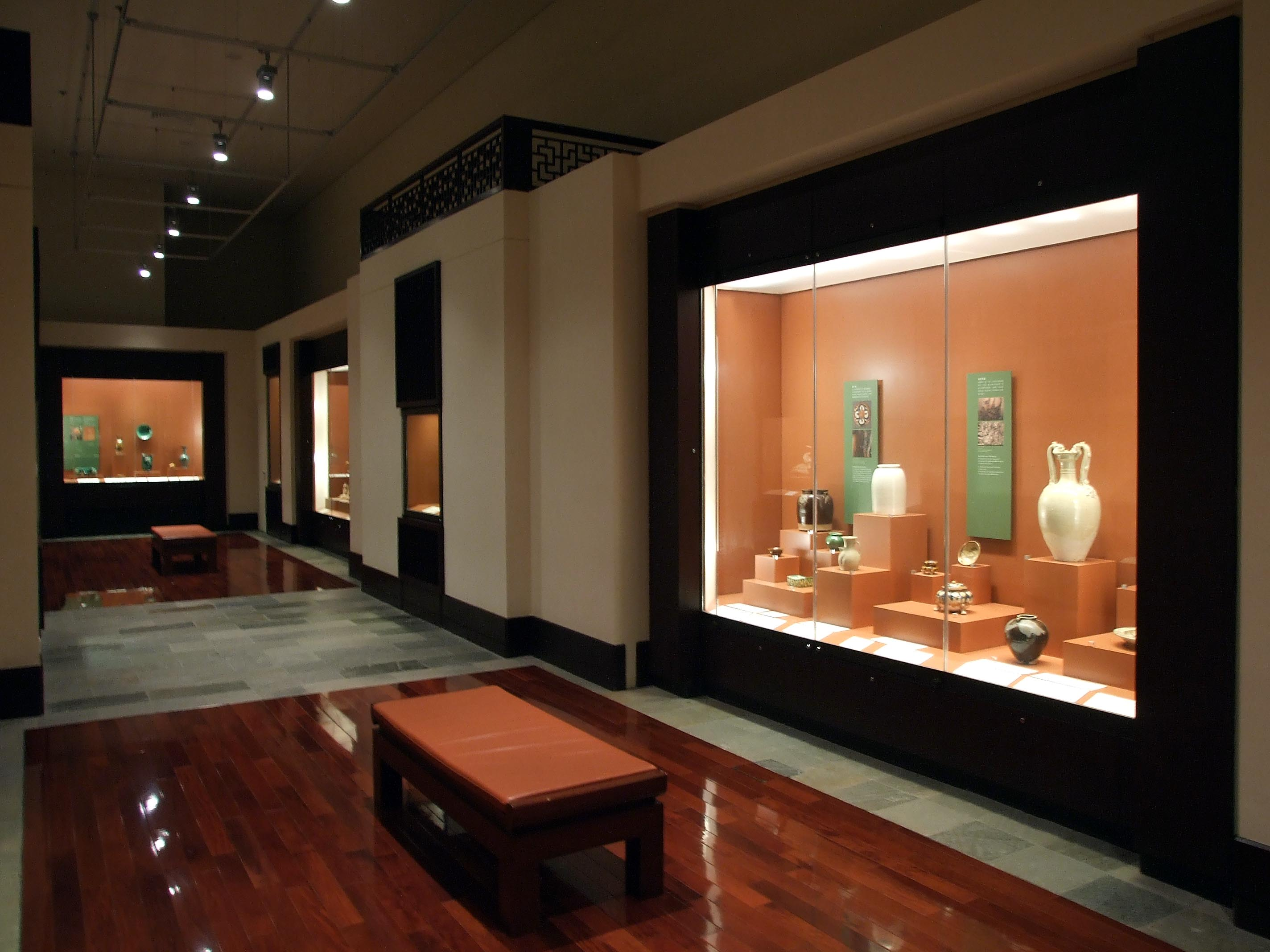
徐展堂中国藝術館
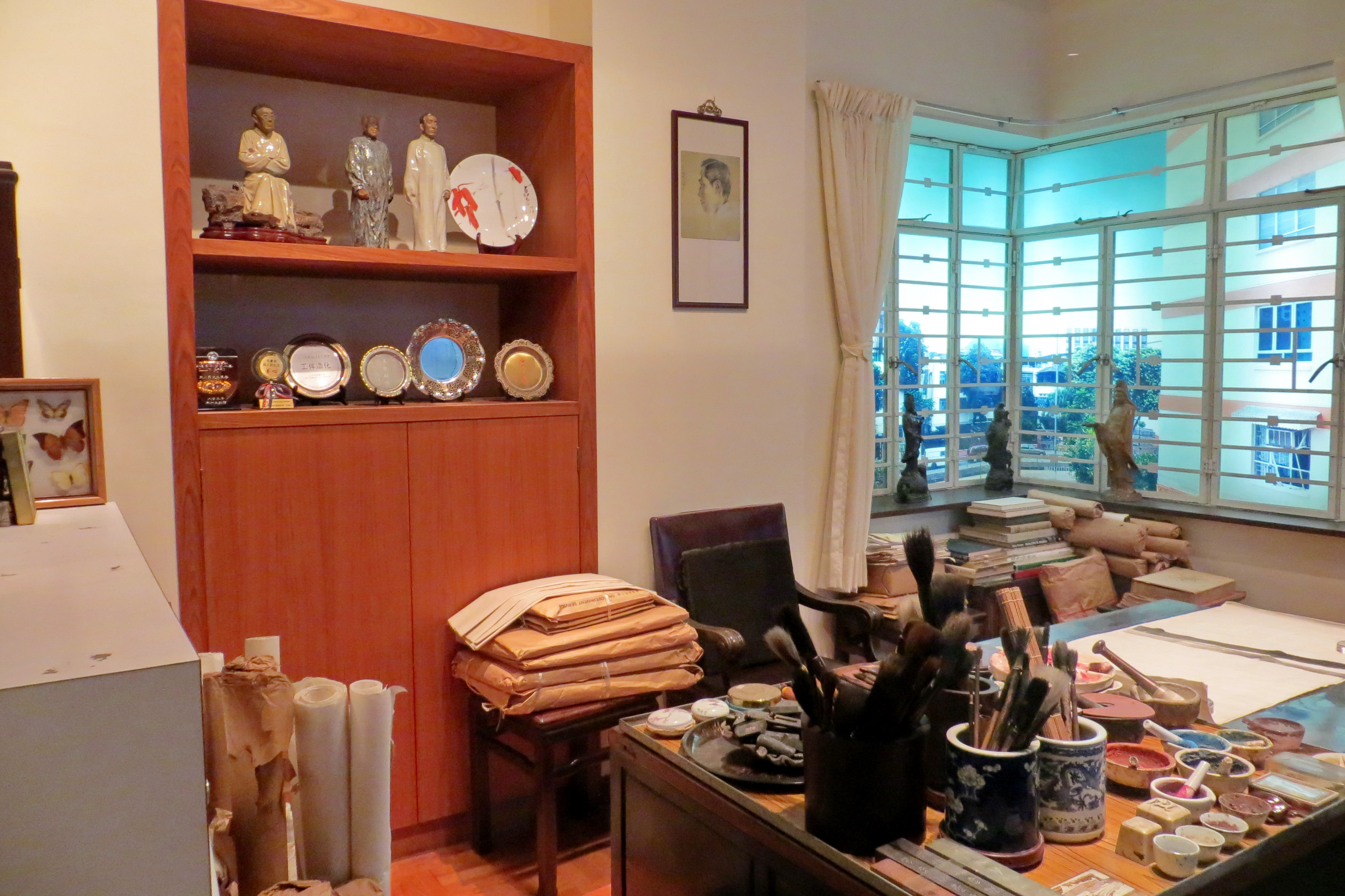
趙少昂藝術館内の、趙氏が太子道の嶺南藝苑に構えた画室「蟬嫣室」旧貌の再現

### 終了した常設展
- 視聴導賞庁：1階にあり、面積は2,000平方フィートに及んだ。《文化承傳》をテーマとした短編映像では、香港の文化的特徴を紹介し、博物館が文化遺産の保存に果たす役割を詳しく解説していた。また、展示室内には厳選された文物が展示されており、貴重なコレクションの一部を鑑賞できた。導賞庁は2015年10月に閉鎖され、「金庸館」へと改装された。当初、2016年12月の開幕が予定されていたが、最終的に2017年3月1日に一般公開された[8]。
- 新界文物館：1階にあり、新界の歴史と文化財を紹介する施設であった。展示室内には300点以上の新界に関する文物が展示され、「自然環境」「史前生活」「貿易與海防」「漁家掠影」「郷村情貌」「英國管治」「旧貌展新顔」「新里程」といったテーマごとの時空トンネルを通じて、自然環境や社会の変遷をたどる。また、香港の将来の建設計画や開発についても紹介していた。本展示は2016年6月28日より一時閉館となり、一部の展示資料は香港歴史博物館へ移管された[9]。その後、跡地には香港のポップカルチャーをテーマとした「香港文化庁」の設置が計画され、2021年7月28日に「瞧潮香港60+」として開放された。

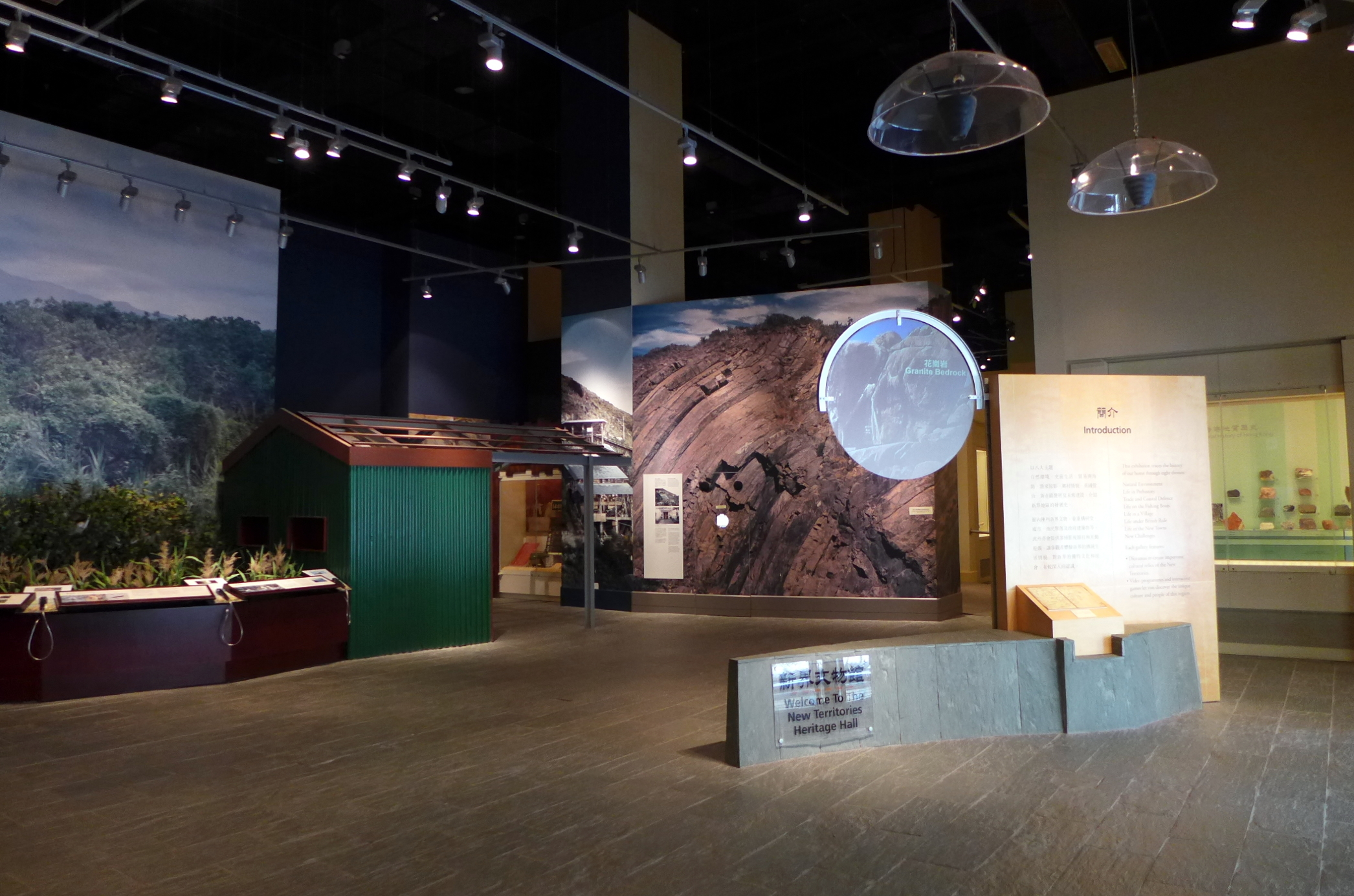
新界文物館入口

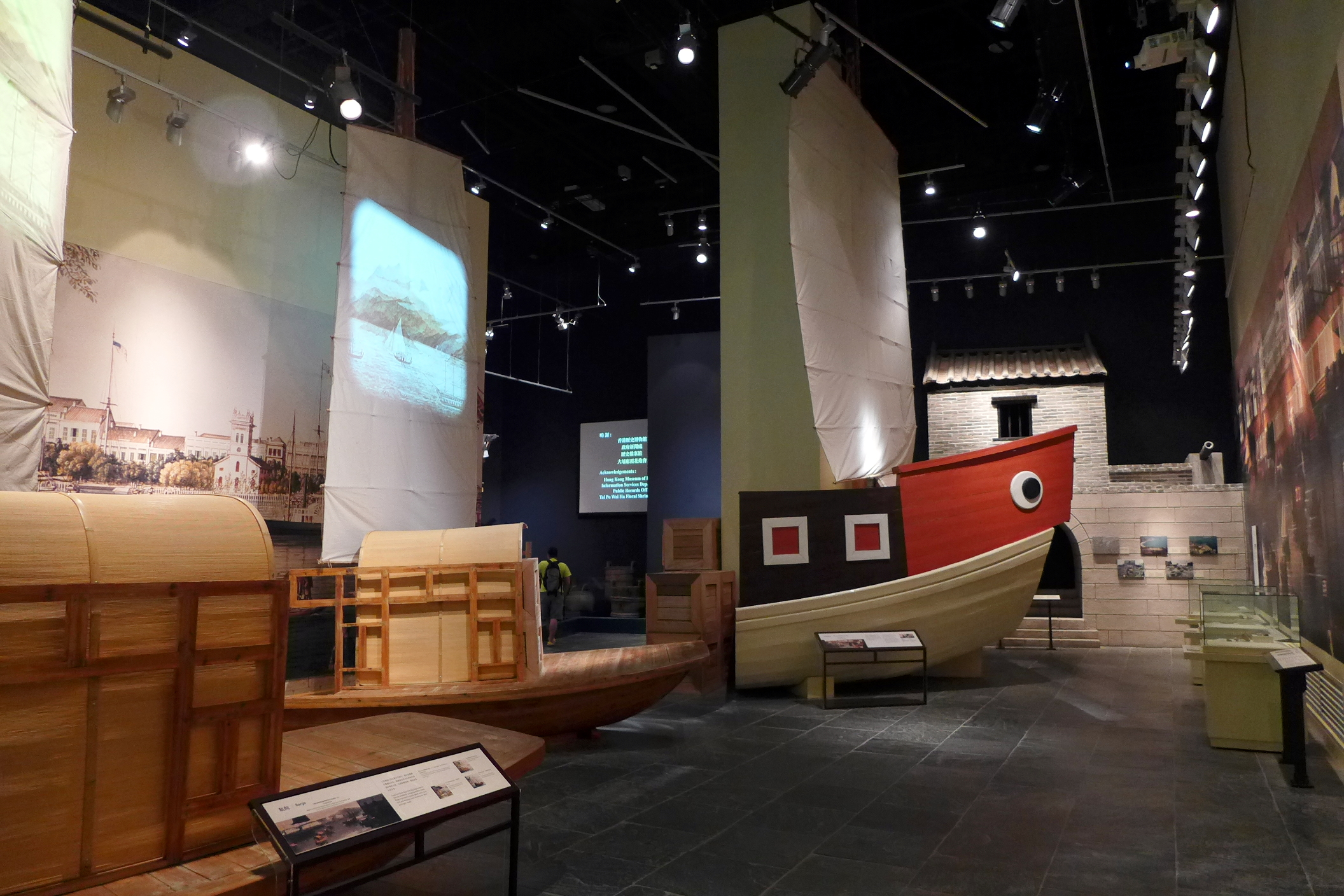
新界文物館「漁家掠影」

### 企画展
専題展覧館では様々なタイミングで多元的な企画展を行っている。過去に開催されたプログラムは以下の通り：
 Template:HideH
| 展覽名稱                                            | 展覽日期                        |
| --------------------------------------------------- | ------------------------------- |
| 家：春秋                                            | 2000年12月17日 - 2001年10月2日  |
| 萬壽無疆─乾隆八旬賀壽                               | 2000年12月17日 - 2001年3月15日  |
| 未來的生活藝術                                      | 2000年12月17日 - 2001年2月28日  |
| 藝術+01: 數碼藝術的探索                             | 2000年12月17日 - 2001年2月28日  |
| 中國傳統木版印刷藝術                                | 2000年12月17日 - 2001年10月2日  |
| 香港漫畫世界                                        | 2000年12月17日 - 2001年10月2日  |
| 中學生創作展優異作品社區美術展                      | 2001年4月3日 - 2001年4月26日    |
| 花樣的年華 ─ 關蕙農家族捐贈文物展                   | 2001年5月18日 - 2001年11月12日  |
| 拉闊印象 ─ 版畫藝術變奏                             | 2001年5月18日 - 2001年8月31日   |
| 書畫緣 ─ 方召𪊲的藝術                               | 2001年7月24日 - 2001年8月12日   |
| 海報的魅力 ─ 香港國際海報三年展                     | 2001年10月31日 - 2002年4月29日  |
| 大自然印記                                          | 2001年10月17日 - 2002年11月25日 |
| 筆墨前奏 ─ 趙少昂寫生及繪畫                         | 2001年10月24日 - 2002年11月25日 |
| 藝影春秋 ─ 香港藝術攝影1900 ─ 2000                  | 2001年12月8日 - 2002年5月26日   |
| 銀裝盛彩 ─ 中國少數民族服飾                         | 2001年12月19日 - 2002年3月17日  |
| 粵劇花旦王芳艷芬                                    | 2002年10月9日 - 2003年4月7日    |
| 陳幼堅─生活的藝術                                   | 2003年7月6日 - 2003年10月27日   |
| 港飲港食                                            | 2003年9月17日 - 2004年4月26日   |
| 亞洲拼圖 ─ 第十八屆亞洲國際美術展覽會               | 2003年12月10日 - 2004年3月8日   |
| 四寶獻瑞：圓明園生肖頭像展                          | 2004年1月10日 - 2004年1月25日   |
| 建─香港精神紅白藍                                   | 2004年11月17日 - 2005年4月18日  |
| 絲路珍寶─新疆文物大展                               | 2005年12月21日 - 2006年3月19日  |
| 三星閃爍 金沙流采 ─ 神秘的古蜀文明                  | 2007年6月6日 - 2007年9月9日     |
| 產品‧ 設計‧生活                                     | 2006年11月26日 - 2007年6月25日  |
| 歌潮‧汐韻－香港粵語流行曲的發展                     | 2007年11月11日 - 2008年8月4日   |
| 生活佩飾 珠寶演繹                                   | 2008年5月17日 - 2009年2月16日   |
| 兒童樂園 ─ 羅冠樵的藝術世界                         | 2008年7月13日 - 2009年3月2日    |
| 古代奧林匹克運動會 — 大英博物館奧運珍藏展           | 2008年8月3日 - 2008年11月24日   |
| 戲台上下—香港戲院與粵劇                             | 2008年10月19日 - 2009年5月18日  |
| 中國非物質文化遺產展                                | 2008年12月21日 - 2009年2月16日  |
| 梨園生輝─唐滌生與任劍輝                             | 2009年12月20日 - 2010年9月27日  |
| 彼思動畫25年                                        | 2011年3月28日 - 2011年7月11日   |
| 獅子山下‧掌聲響起‧羅文                              | 2011年12月21日 - 2012年7月30日  |
| 天風舊夢 ─ 高奇峰師徒作品展                         | 2012年4月18日 - 2013年9月16日   |
| 畢加索 ─ 巴黎國立畢加索藝術館珍品展                 | 2012年5月19日至7月22日          |
| 《西蜀天工》：四川非物質文化遺產（技藝）展覽        | 2012年6月15日 - 2012年6月21日   |
| 禮重情隆：回歸賀禮精選                              | 2012年6月20日 - 2013年2月25日   |
| 俄羅斯藝術展─法貝熱 --- 俄羅斯宮廷遺珍              | 2013年2月6日至4月29日           |
| 吉卜力工作室場面設計手稿展‧高畑勲與宮崎駿動畫的秘密 | 2014年5月14日至8月31日          |
| 敦煌─說不完的故事                                   | 2014年11月28日至2015年3月16日   |
| 嶺南獨秀 — 紀念趙少昂誕辰一百一十周年展覽           | 2015年5月23日至2015年9月7日     |
| 海外藏珍 — 舊金山亞洲藝術博物館藏趙少昂作品展       | 2015年5月23日至2015年9月7日     |
| 時間遊人                                            | 2015年4月11日至2015年9月28日    |
| 潛行.夢空間                                         | 2015年6月3日至2015年9月28日     |
| 聲藝永存．向林家聲致敬                              | 2015年9月9日至2015年11月2日     |
| 祝福的印記 ─ 傳統童服裏的故事                       | 2015年12月18日至2016年3月21日   |
| 他鄉情韻──克勞德‧莫奈作品展                         | 2016年5月4日至2016年7月11日     |
| 宮囍 — 清帝大婚慶典                                 | 2016年11月30日至2017年2月27日   |
| 羅浮宮的創想——從皇宮到博物館的八百年                | 2017年4月26日至2017年7月24日    |
| 敦煌韻致－饒宗頤教授之敦煌學術藝術展                | 2017年5月24日至2017年9月18日    |
| 八代帝居 ─ 故宮養心殿文物                           | 2017年6月30日至2017年10月15日   |
| 彼思動畫30年：家＋友‧加油！                         | 2017年11月18日至2018年3月5日    |
| 李永銓「玩‧物‧作」設計展                            | 2018年6月9日至2018年9月24日     |
| 數碼敦煌—天上人間的故事                             | 2018年7月11日至2018年10月22日   |
| 香港電台 《光影流聲─香港公共廣播九十年》            | 2018年11月7日至2019年2月25日    |
| 港彩流金：二十世紀香港彩瓷                          | 2018年12月19日至2019年3月18日   |
| 百物看世界 ─ 大英博物館藏品展                       | 2019年5月18日至2019年9月9日     |
| 聖耀皇權 ─ 俄羅斯皇家珍品展                         | 2021年5月29日至2021年8月29日    |
| 敦煌 ─ 千載情緣的故事                               | 2022年8月24日至2022年11月21日   |
| 滄海一聲笑—黃霑                                     | 2024年7月17日 - 2025年2月10日   |
| 藏域梵珍．佛學之路 — 徐氏藝術基金捐贈佛教文物展     | 2024年10月30日 - 2026年10月26日 |

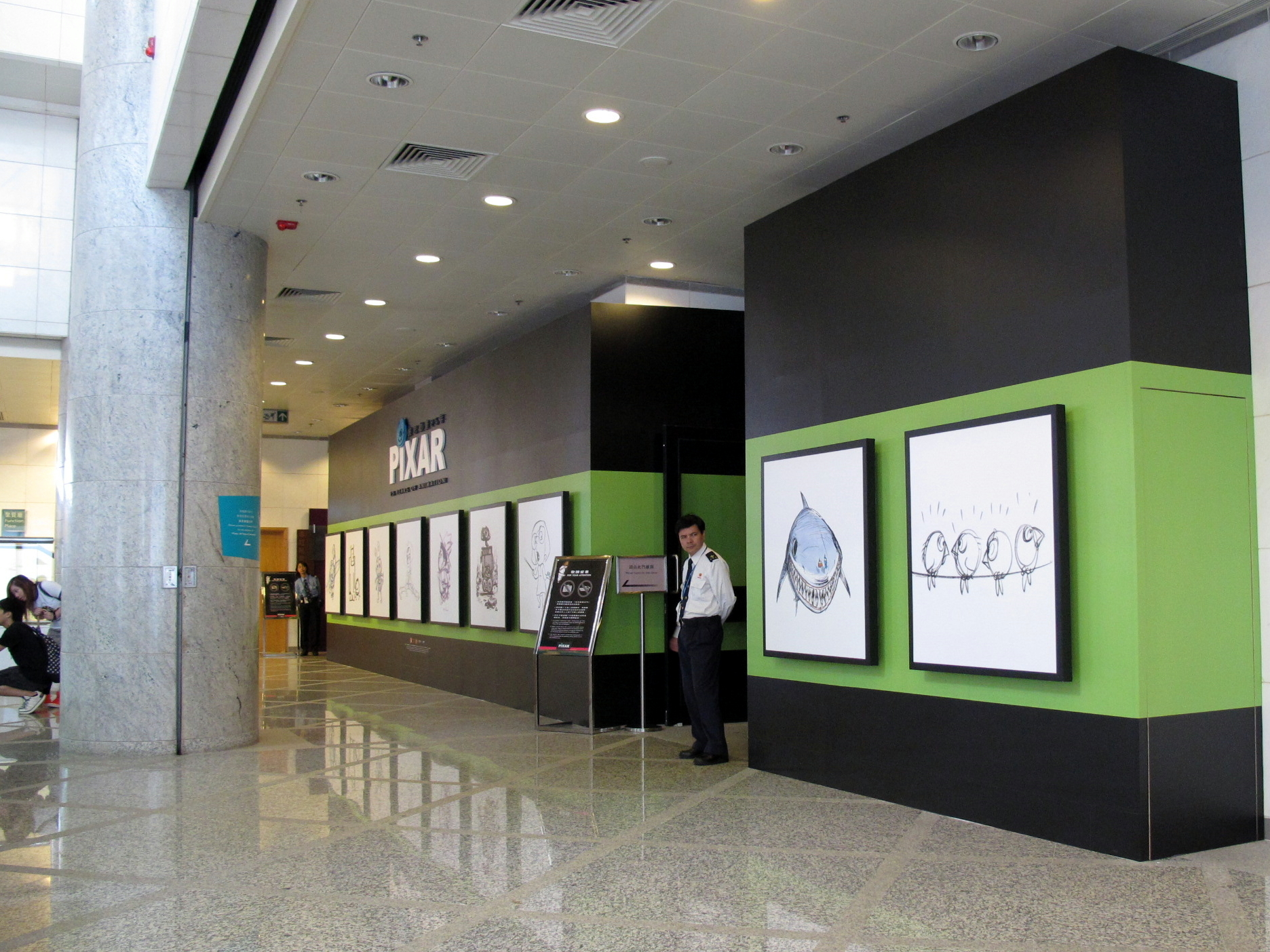
2011年彼思動畫25年
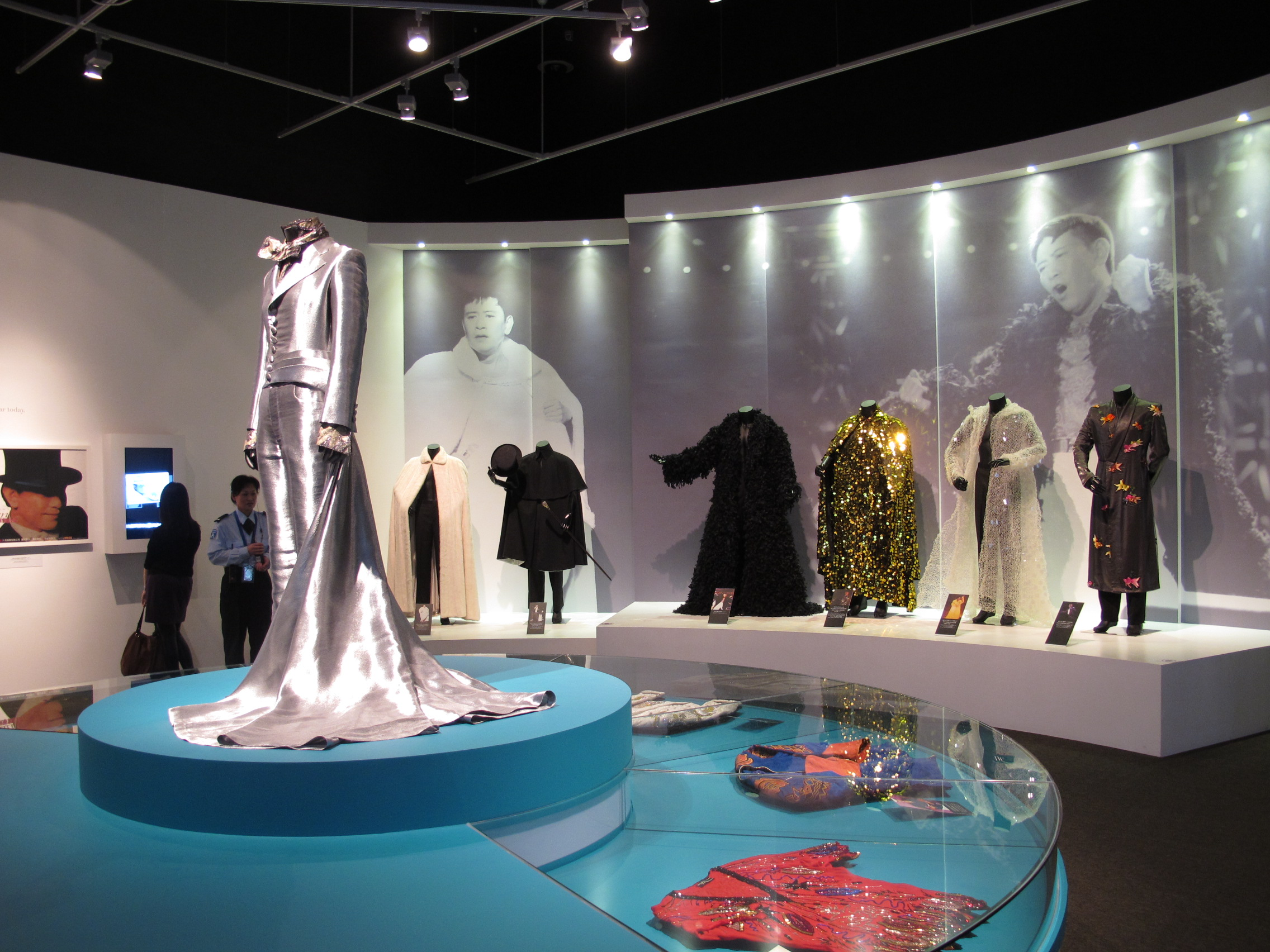
2012年「獅子山下‧掌聲響起‧羅文」展覽
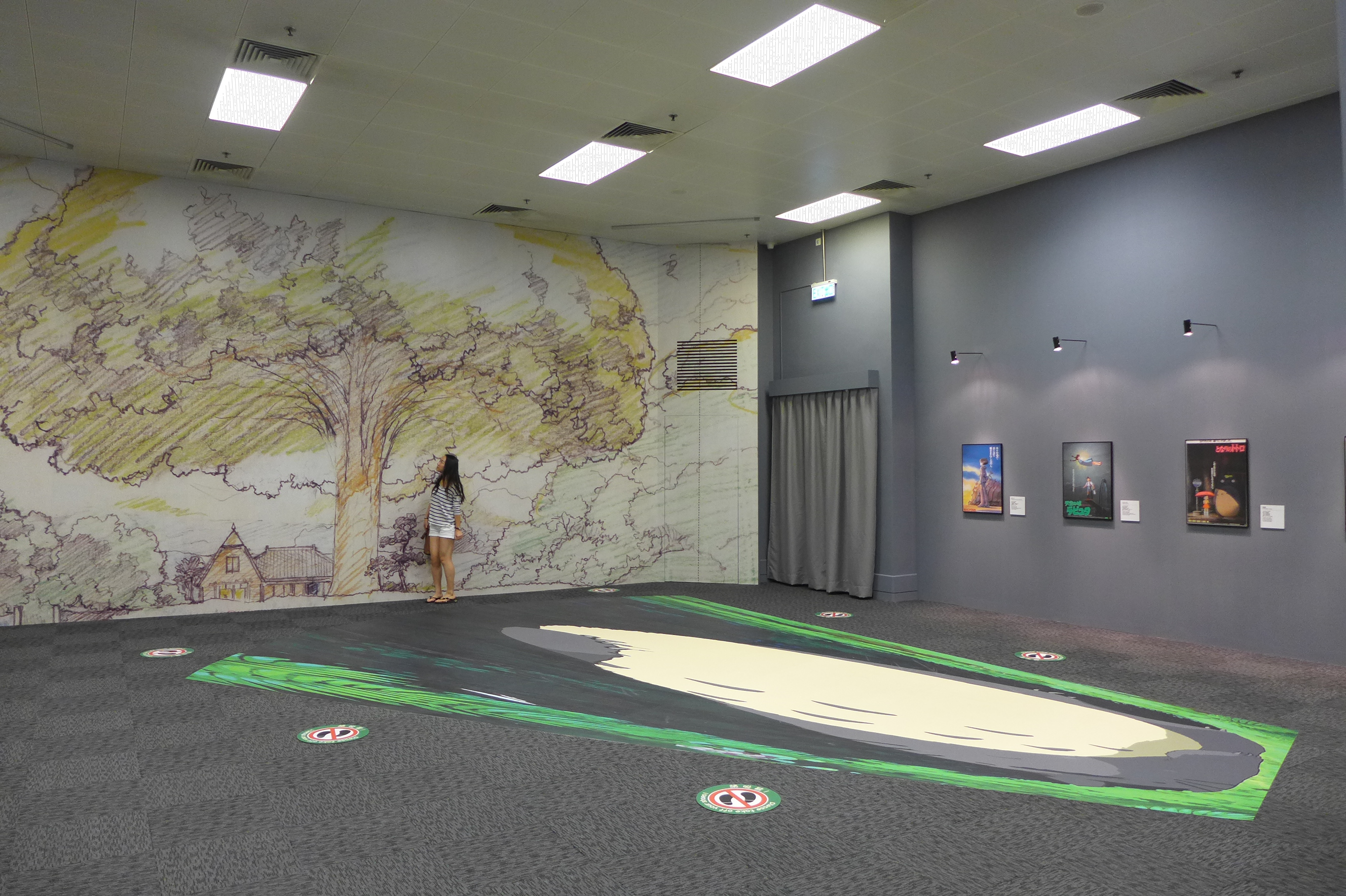
2014年「吉卜力工作室場面設計手稿展․高畑勲與宮崎駿動畫的秘密」展覽，吸引達43萬人參觀
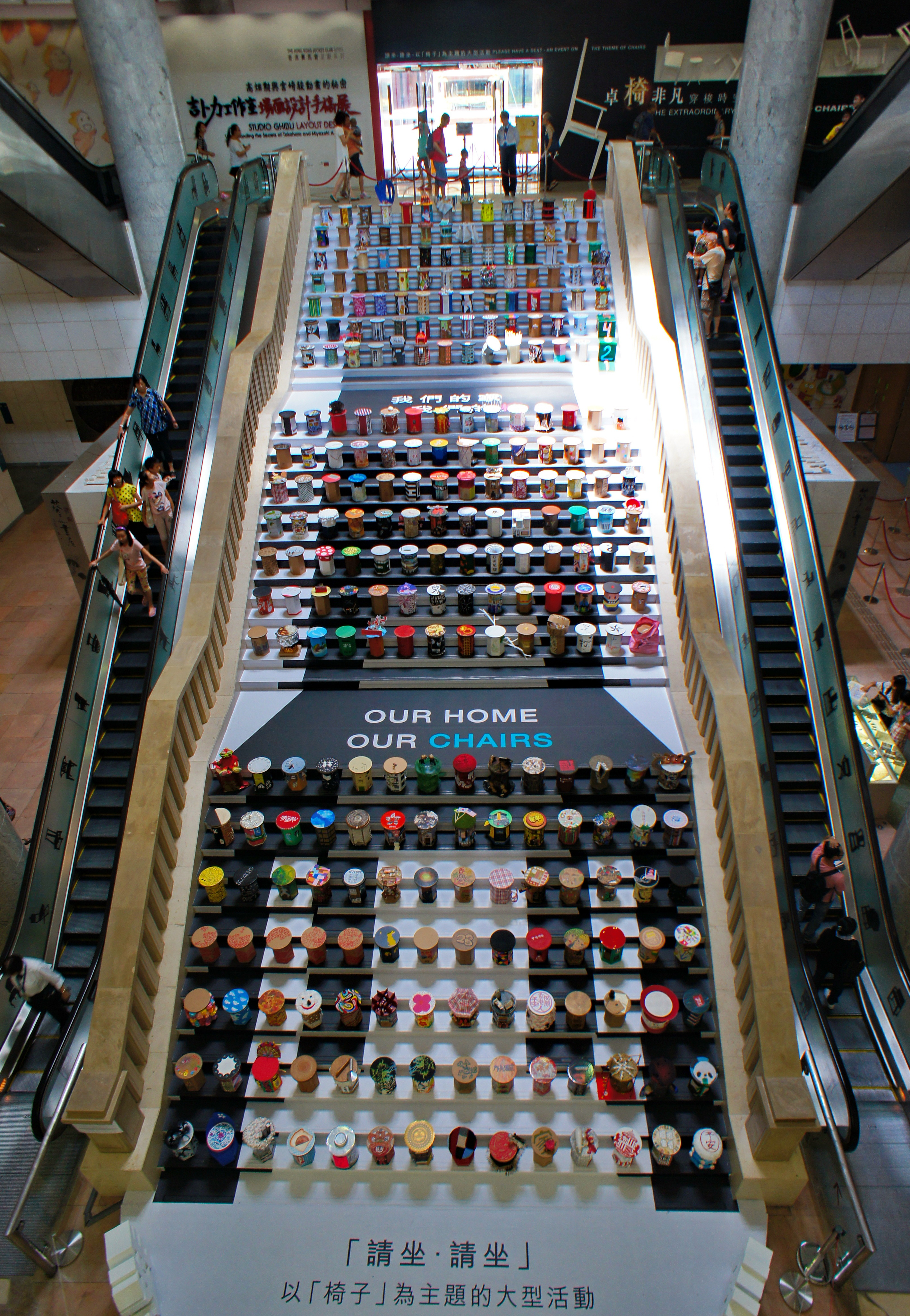
香港文化博物館於2014年的一項以「椅子」為題的活動，在大堂展示三百張創意無限的椅子。
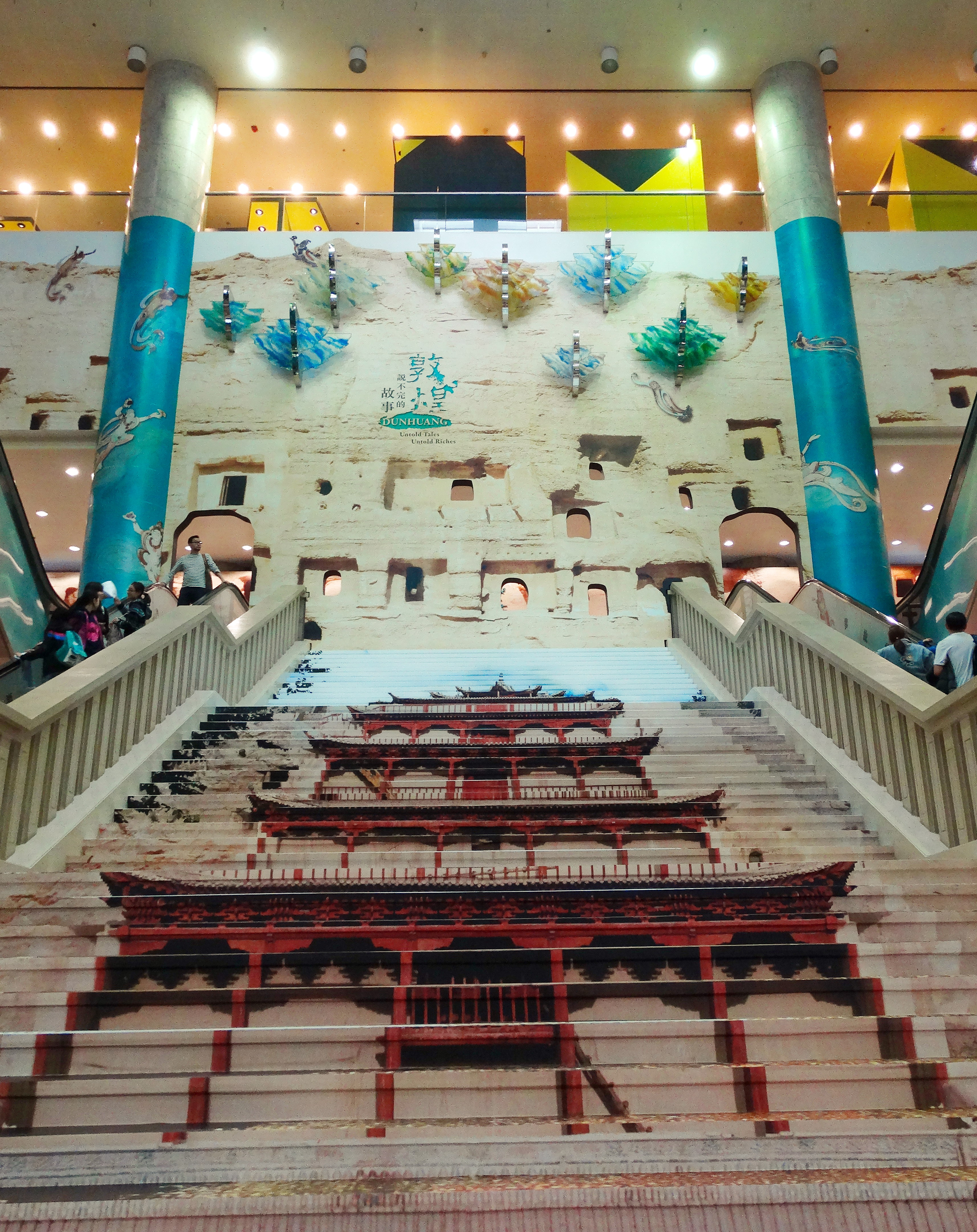
2014年「敦煌 ─ 說不完的故事」的大堂佈置
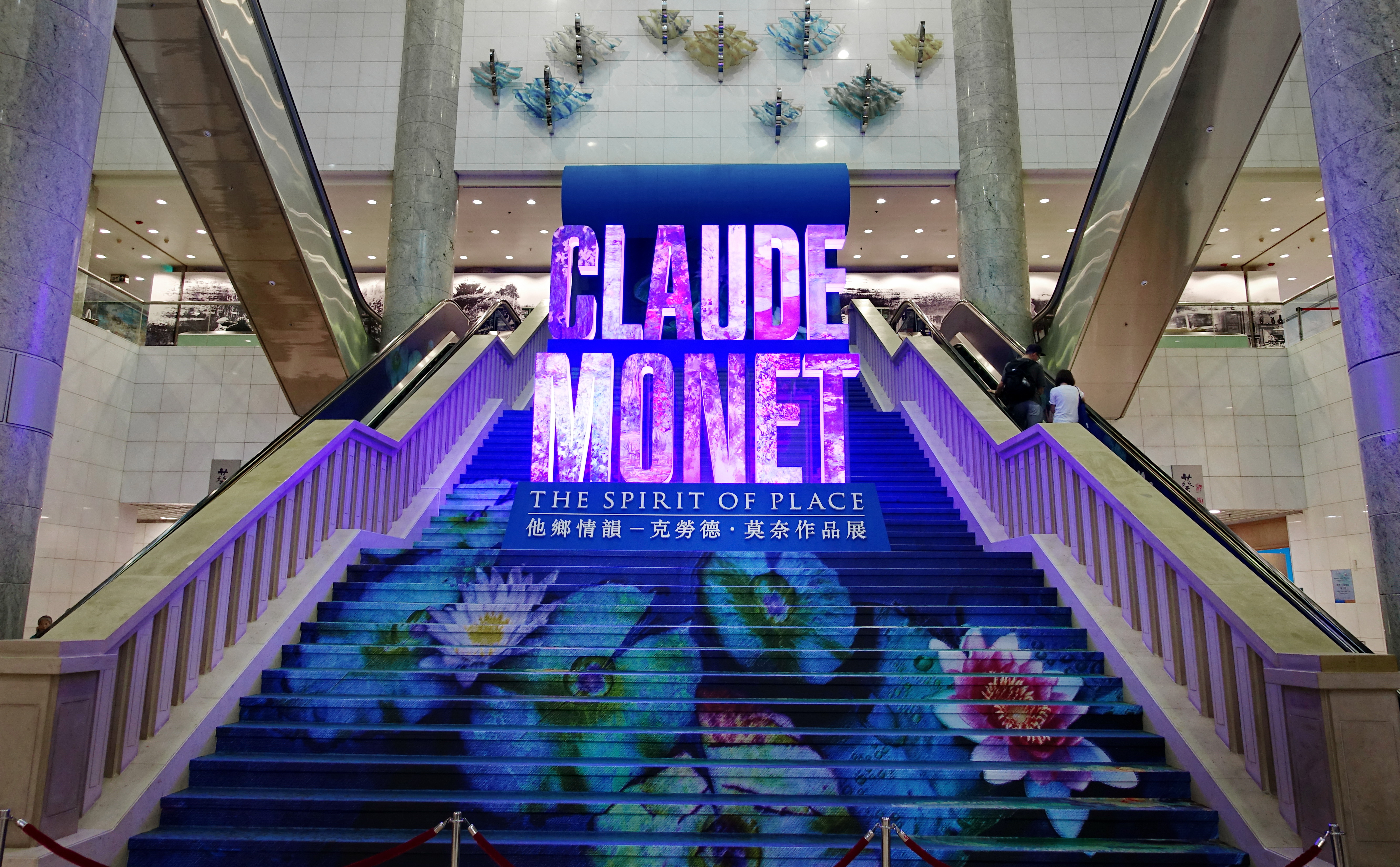
2016年「他鄉情韻 — 克勞德‧莫奈作品展」的大堂佈置
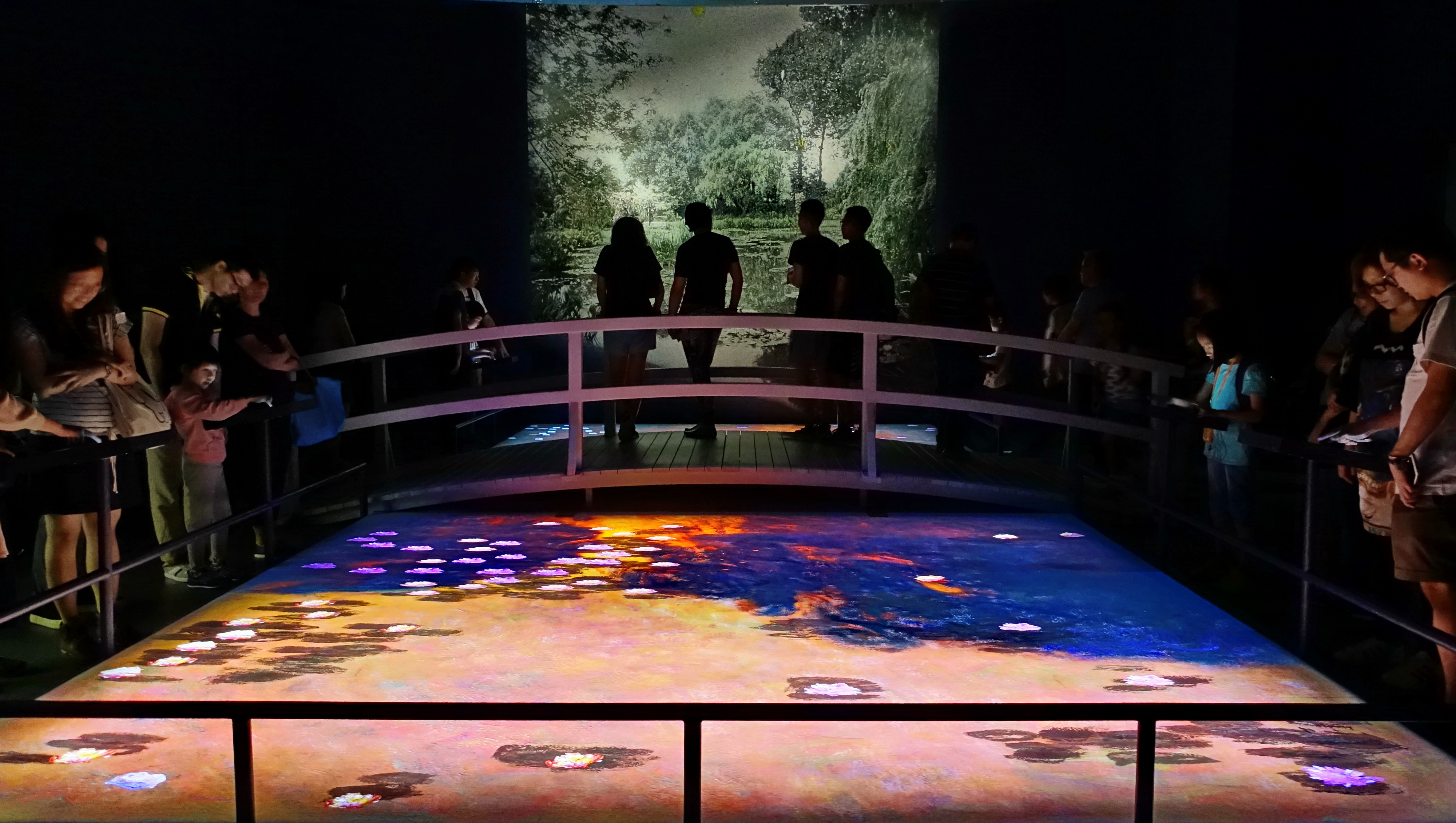
2016年「他鄉情韻 — 克勞德‧莫奈作品展」中的日式『水園』互動專區，觀眾可透過平板電腦，建設屬於自己的睡蓮池塘。

## 非物質文化遺産組
2004年11月、香港特別行政区政府は「無形文化遺産の保護に関する条約」の香港への適用を確認した。同条約は2006年4月に発効し、それに伴い特区政府は同年、香港文化博物館内に「非物質文化遺産組」を設置し、条約に基づく具体的な業務を遂行することとなった。また、条約第12条の規定に基づき、香港全域を対象とした無形文化遺産の調査を積極的に計画・実施し、香港非物質文化遺産リストの策定に取り組んだ。さらに、2008年7月には「非物質文化遺産諮詢委員会」を設立し、無形文化遺産調査に関して政府に助言を行う体制を整えた。

## 開放時間
- 月、水〜金曜：10:00-18:00
- 土日祝日：10:00-19:00
- クリスマスイブおよび農暦新年前日：10:00-17:00
- 火曜（祝日を除く）、農暦年初一、初二：全日休館

## 入館料
- 常設展

常設展は2016年8月1日より無料で開放されている。
企画展は別途入場料が必要。
- 博物館通行証

博物館通行証を購入した来館者は、通行証の有効期間中、康楽及文化事務署が管轄する博物館の常設展および企画展を（特定の企画展を除き）無制限に見学することができる。

## 住所
- 香港新界沙田文林路1号